# Todd Ridge
Todd Ridge är en bergstopp i Antarktis. Den ligger i Västantarktis. Inget land gör anspråk på området. Toppen på Todd Ridge är 2 084 meter över havet, eller 52 meter över den omgivande terrängen. Bredden vid basen är 0,97 km.
Terrängen runt Todd Ridge är huvudsakligen platt, men den allra närmaste omgivningen är kuperad. Trakten är obefolkad. Det finns inga samhällen i närheten.